# Acupuntura
La acupuntura (del latín acus, ‘aguja’, y punctura, ‘pinchazo’) es una forma de medicina alternativa y un componente clave de la medicina tradicional china (MTC) que implica la inserción de agujas finas en el cuerpo en los puntos acupunturales. Puede asociarse a la aplicación de calor, presión o láser de luz en estos mismos puntos. La acupuntura se utiliza comúnmente para el alivio del dolor, aunque también se utiliza para una amplia gama de otras enfermedades. La práctica clínica varía dependiendo del país. Existe un amplio espectro de enfoques acupuntores, que involucran diferentes filosofías. El método usado en MTC parece ser el más ampliamente adoptado en Estados Unidos. Rara vez se utiliza sola, sino más bien junto a otras formas de tratamiento. La teoría y la práctica de la MTC no se basan en el conocimiento científico, y la acupuntura se ha descrito como un tipo de pseudociencia.
Las conclusiones de muchos ensayos y numerosas revisiones sistemáticas de la acupuntura son en gran medida inconsistentes. Una revisión de la Colaboración Cochrane encontró que la acupuntura no es efectiva para una amplia gama de enfermedades y que sugieren que podría ser eficaz solo para náuseas/vómitos inducidos por la quimioterapia o el postoperatorio náuseas y el dolor de cabeza idiopático. Una revisión de las revisiones Cochrane de alta calidad sugiere que puede aliviar ciertos tipos de dolor. Una revisión sistemática de las revisiones sistemáticas encontró que para reducir el dolor, la acupuntura real no es mejor que la acupuntura simulada y concluyeron que hay poca evidencia de que la acupuntura sea un tratamiento efectivo para reducir el dolor. La evidencia sugiere que el tratamiento acupuntor a corto plazo no produce beneficios a largo plazo. Algunos resultados de la investigación indican que la acupuntura puede aliviar el dolor, aunque la mayoría de los estudios sugieren que sus efectos se deben principalmente al efecto placebo. Una revisión sistemática concluyó que su efecto analgésico parecía carecer de relevancia clínica y no podía distinguirse claramente del sesgo.
Generalmente es segura cuando es realizada por un profesional debidamente capacitado que usa la técnica de aguja limpia y de un solo uso. Cuando se ejerce correctamente, tiene una baja tasa de efectos adversos, principalmente menores. Los accidentes e infecciones están asociadas con infracciones de la técnica estéril o negligencia del acupuntor. Una revisión indicó que los informes de transmisión de infecciones aumentaron significativamente en la década anterior. Los acontecimientos adversos notificados más frecuentemente fueron el neumotórax y las infecciones. Ya que se siguen reportando eventos adversos graves, se recomienda que los acupunturistas sean suficientemente entrenados para reducir los riesgos. Un metaanálisis encontró que, en relación con el dolor lumbar crónico, la acupuntura era costo-efectiva como complemento de la atención estándar, mientras que una revisión sistemática halló insuficiente evidencia para la relación coste-eficacia en dicha enfermedad.
La investigación científica no ha encontrado ninguna prueba histológica o fisiológica para los conceptos tradicionales chinos como el qi, los meridianos o los puntos de acupuntura, y muchos practicantes modernos ya no apoyan la existencia del flujo de energía vital (qi) a través de los meridianos, el que era una parte importante de los sistemas de creencias tempranos. Se cree que se originó alrededor de 100 a. C. en China, en la época en que se publicó el Canon interno del Emperador Amarillo (Huangdi Neijing), aunque hay algunas pruebas de que podría haberse practicado desde antes. Con el tiempo, surgieron afirmaciones y sistemas de creencias contradictorias sobre el efecto de los ciclos lunares, celestiales y terrenales, las energías yin y yang y un "ritmo" del cuerpo en la efectividad del tratamiento. La acupuntura creció y disminuyó en popularidad en China en varias ocasiones, dependiendo de la dirección política del país y la preferencia del racionalismo o la medicina occidental. Se extendió primero a Corea al inicio del siglo VI, luego a Japón a través de médicos misioneros y luego a Europa, empezando por Francia. En la década de 1900, ya que se extendió a los Estados Unidos y los países occidentales, los elementos espirituales de la acupuntura que están en conflicto con las creencias occidentales fueron abandonados en favor de golpetear agujas en los nervios.
El Ministerio de Sanidad español, la incluyó en el año 2019 en un listado para su estudio y posible clasificación como pseudociencia.

## Historia

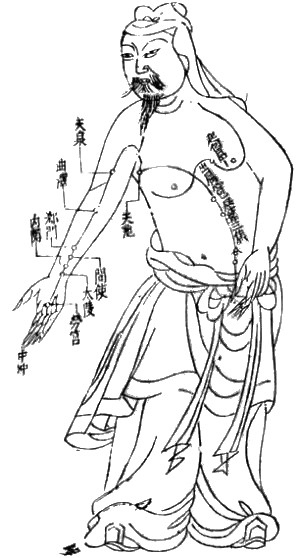
Esquema de los puntos de acupuntura de la dinastía Ming

### Orígenes
La acupuntura, junto con la moxibustión, es una de las prácticas más antiguas de la medicina tradicional china. La mayoría de los historiadores creen que la práctica comenzó en China, aunque existen algunas narraciones conflictivas sobre cuándo se originó, y algunos expertos afirman que podría haberse practicado desde antes, remontándose sus inicios como ciencia médica más de 2500 años en el pasado. Los académicos David Ramey y Paul Buell argumentan que la fecha exacta en que se fundó la acupuntura depende del grado en que se pueda confiar en la datación de los textos antiguos y la interpretación de lo que constituye "acupuntura".
Según un artículo en "Rheumatology", la primera documentación de un "sistema organizado de diagnóstico y tratamiento" para la acupuntura fue en el texto clásico de medicina interna del Emperador Amarillo "Huangdi Neijing" que data aproximadamente del año 100 a. C. Así mismo, agujas de oro y plata encontradas en la tumba de Liu Sheng de alrededor del mismo año son consideradas como la evidencia arqueológica más temprana de la práctica de la acupuntura, aunque no está claro si ese era su propósito. Según el historiador de la medicina, Plinio Prioreschi, el registro histórico más antiguo conocido de acupuntura es el Shih-Chi ("Registro de la historia"), escrito por un historiador alrededor del año 100 a. C. Texto el cual se cree documentaba lo que era práctica establecida en ese momento
La acupuntura creció y disminuyó en popularidad en China en varias ocasiones, dependiendo de la dirección política del país y la preferencia por el racionalismo o la medicina occidental. Se extendió primero a Corea al inicio del siglo VI, luego a Japón a través de médicos misioneros y luego a Europa, empezando por Francia. En el siglo XX mientras su uso se extendía por los Estados Unidos y otros países occidentales, algunos elementos espirituales de la acupuntura que entraban en conflicto con creencias occidentales fueron a veces abandonados, en favor de simplemente clavar agujas en los puntos acupunturales.

### Desarrollo temprano en China

#### Establecimiento y crecimiento
No está claro específicamente cuándo se introdujeron los puntos específicos de acupuntura, pero la autobiografía de Pien Chhio de alrededor de 400 a 500 a. C. hace referencia a la inserción de agujas en áreas designadas. Bian creía que había un único punto de acupuntura en la parte superior del cráneo, al que llamó el punto "de las cien reuniones". : 83  Los textos que datan de 156-186 a. C. documentan las creencias tempranas en los canales de energía de la fuerza vital llamados meridianos que luego serían un elemento en las primeras creencias de acupuntura.
Ramey y Buell afirman que la "práctica y los fundamentos teóricos" de la acupuntura moderna se introdujeron en el clásico del emperador amarillo "Huangdi Neijing" alrededor del año 100 a. C. Este introdujo el concepto de usar la acupuntura para manipular el flujo de energía vital (qi) en una red de meridianos (canales) en el cuerpo. El concepto de red estaba formado por tractos acupunturales, tales como una línea que bajaba por los brazos, donde este decía que se encontraban puntos de acupuntura. Algunos de los sitios donde los acupunturistas usan agujas en la actualidad todavía tienen los mismos nombres que los que les dio en el Huangdi Neijing. : 93  Numerosos documentos adicionales fueron publicados durante siglos introduciendo nuevos puntos de acupuntura. : 101  En el siglo IV d. C., la mayoría de los puntos de acupuntura en uso hoy en día habían sido ya nombrados e identificados. : 101 
En la primera mitad del siglo I d. C., los acupunturistas comenzaron a promover la creencia de que la efectividad de la acupuntura estaba influenciada por la hora del día o la noche, el ciclo lunar y las estaciones. : 140–141  La ciencia de los ciclos del yin-yang (Yün Chhi Hsüeh) consistía en un conjunto de creencias que afirmaba que la curación de las enfermedades dependía de la alineación de las fuerzas celestiales (thien) y terrenales (ti) las cuales estaban en sintonía con ciclos como el del sol y la luna. : 140–141  Había varios sistemas de creencias diferentes que dependían de una cantidad de cuerpos o elementos celestes y terrenales que giraban y solo se alineaban en ciertos momentos. : 140–141  Según Needham y Gwei-djen, estas "predicciones arbitrarias" fueron representadas por acupunturistas en cuadros complejos y mediante un conjunto de terminología especial.
Las agujas de acupuntura durante este período eran mucho más gruesas que la mayoría de las modernas y su uso con frecuencia resultaba en infecciónes. Las infecciónes eran causadas por la falta de esterilización, pero en ese tiempo se creía que la causa era el uso de la aguja incorrecta o su colocación en el lugar o momento incorrecto. : 102–103  Más tarde, muchas agujas se calentaban en agua hirviendo o en una llama. A veces se usaban las agujas mientras todavía estaban calientes, creando un efecto de cauterización en el sitio de penetración. : 104  En el Chen Chiu Ta Chheng de 1601, se recomendaban nueve agujas, lo que pudo haber sido debido a una antigua creencia china de que nueve era un número mágico. : 102–103 
Otros sistemas de creencias se basaban en la idea de que el cuerpo humano operaba con un cierto ritmo y la acupuntura tenía que aplicarse en el momento correcto del ritmo para ser eficaz. : 140–141  En algunos casos, se creía que la falta de equilibrio entre Yin y Yang era la causa de la enfermedad. : 140–141 
En el siglo I d. C. se publicaron muchos de los primeros libros sobre acupuntura y comenzaron a surgir reconocidos expertos en acupuntura. El Zhen Jiu Jia Yi Jing, que se publicó a mediados del siglo III, es el libro de acupuntura más antiguo que aún existe en la era moderna. Otros libros como el Yu Kuei Chen Ching, escrito por el director de servicios médicos para China, también fueron influyentes durante este período, pero no fueron preservados. A mediados del siglo VII, Sun Simiao publicó diagramas y gráficos relacionados con la acupuntura que establecían métodos estandarizados para encontrar puntos de acupuntura en personas de diferentes tamaños y clasificaban los puntos de acupuntura en un conjunto de módulos.
La acupuntura se convirtió en una práctica más establecida en China a medida que las mejoras en el papel llevaron a la publicación de más libros de acupuntura. El Servicio Médico Imperial y el Colegio Médico Imperial, que apoyaban la acupuntura, se establecieron más fuertemente y crearon colegios médicos en cada provincia. : 129  El público también estuvo expuesto a historias sobre figuras reales curadas de sus enfermedades por acupunturistas prominentes. : 129–135  Para el momento en que, el Gran Compendio de acupuntura y moxibustión se publicó durante la dinastía Ming (1368-1644 d. C.), la mayoría de las prácticas de acupuntura utilizadas en la era moderna ya habían sido establecidas.

#### Declive

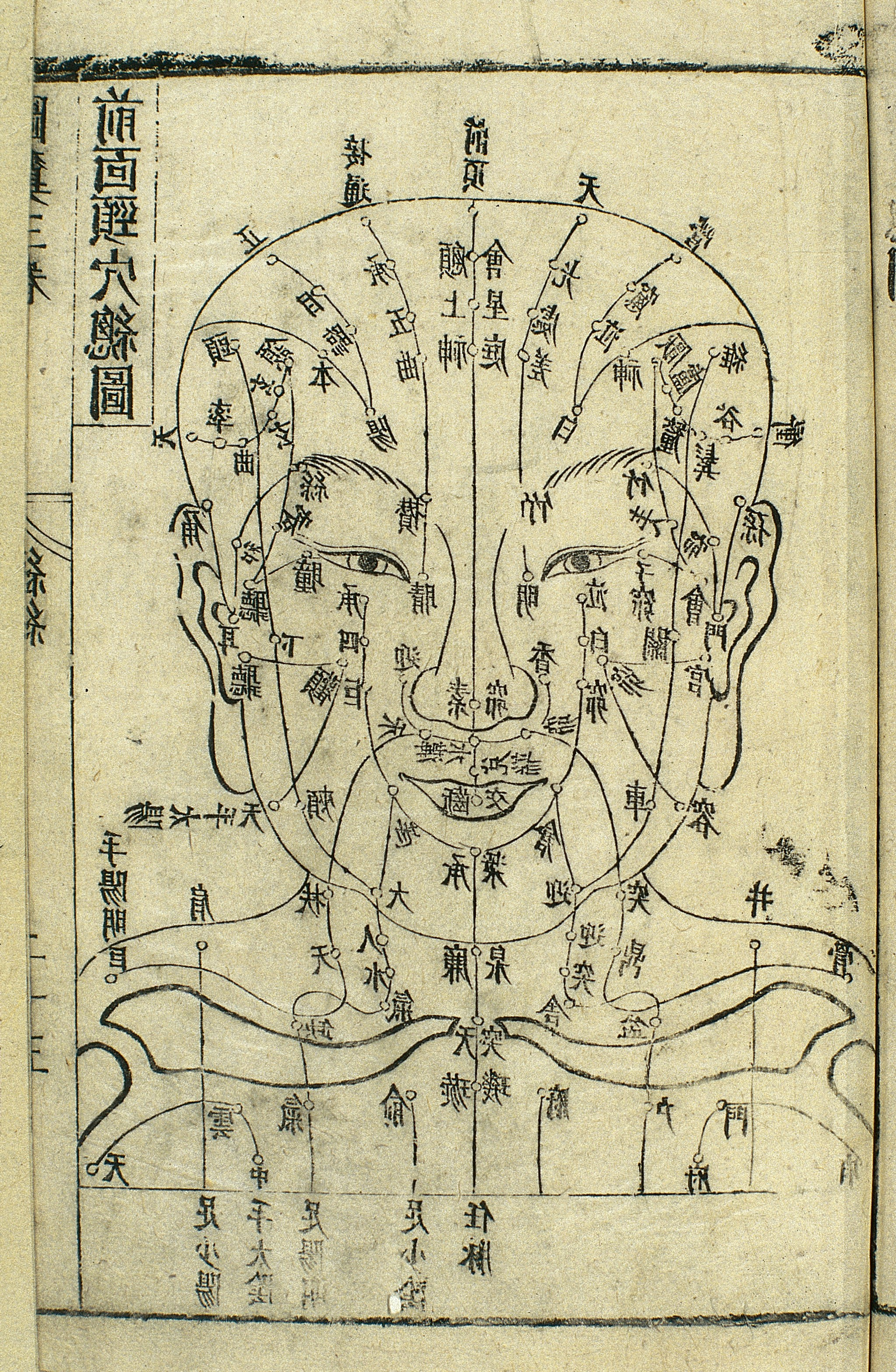
Acupunctura facial S. XVII

Al final de la dinastía Song, (1279 d. C.) la acupuntura había perdido gran parte de su estatus en China. Se fue volviendo menos común en los siglos siguientes, y se asoció con profesiones consideradas menos prestigiosas como la alquimia, el chamanismo, la partería y la moxibustión. Adicionalmente, en el siglo XVIII, la racionalidad científica se estaba volviendo más popular que las creencias supersticiosas tradicionales. En 1757, un libro que documentaba la historia de la medicina china llamaba a la acupuntura un "arte perdido". : 160  Su disminución se atribuyó en parte a la popularidad de las prescripciones y medicamentos, así como a su asociación con las clases bajas.
En 1822, el emperador chino firmó un decreto que excluía la práctica de la acupuntura del Instituto Médico Imperial. Declarando que no era apta para ser practicada por caballeros eruditos. En China, la acupuntura se asociaba cada vez más con practicantes analfabetos de clase baja. Fue restaurada por un tiempo, pero prohibida nuevamente en 1929 a favor de la medicina occidental basada en la ciencia. Aunque la acupuntura disminuyó en China durante este período, también fue creciendo en popularidad en otros países.

### Expansión internacional
Se cree que Corea fue el primer país de Asia en que la acupuntura se extendió fuera de China. En Corea existe una leyenda que afirma que la acupuntura fue desarrollada por el emperador Dangun, aunque es más probable que haya sido traída a Corea desde una prefectura colonial china en 514 d. C. : 262–263  En el siglo VI el uso de la acupuntura era común en Corea. Esta se extendió a Vietnam en los siglos VIII y IX. Cuando Vietnam comenzó a comerciar con Japón y China alrededor del siglo IX, también fue influenciado por sus prácticas de acupuntura. China y Corea enviaron "misioneros médicos" que difundieron la medicina tradicional china en Japón, comenzando alrededor de 219 d. C. En 553, varios ciudadanos coreanos y chinos fueron nombrados para reorganizar la educación médica en Japón e incorporaron la acupuntura como parte de ese sistema. : 264  Más tarde, Japón envió a los estudiantes de regreso a China y estableció la acupuntura como una de las cinco divisiones del Sistema de Administración Médica Estatal de China. : 264–265 
La acupuntura comenzó a extenderse a Europa durante la segunda mitad del siglo XVII. Alrededor de este tiempo, el cirujano general de la Compañía Neerlandesa de las Indias Orientales se reunió con practicantes de acupuntura japoneses y chinos y luego alentó a los europeos a investigarla más a fondo. : 264–265  El publicó la primera descripción detallada de la acupuntura para el público europeo y creó el término "acupuntura" en su obra "De Acupunctura" de 1683. Francia fue uno de los primeros países en adoptar la práctica en Occidente debido a la influencia de los misioneros jesuitas, quienes llevaron la práctica a las clínicas francesas en el siglo XVI. Al médico francés Louis Berlioz (el padre del compositor Héctor Berlioz ) generalmente se le atribuye ser el primero en experimentar con el procedimiento en Europa en 1810, antes de publicar sus hallazgos en 1816.
Para el siglo XIX, la acupuntura se había convertido en algo común en muchas áreas del mundo. : 295  Los estadounidenses y los británicos comenzaron a mostrar interés en la acupuntura a principios del siglo XIX, pero este interés disminuyó hacia mediados del siglo. Los practicantes occidentales abandonaron las creencias tradicionales de la acupuntura en la energía espiritual, el diagnóstico por el pulso y los ciclos de la luna, el sol o el ritmo del cuerpo. Los diagramas del flujo de energía espiritual, por ejemplo, entraban en conflicto con los propios diagramas anatómicos de occidentales. Así, occidente adoptó un nuevo conjunto de ideas para la acupuntura basado en clavar agujas en los nervios. En Europa se especuló que la acupuntura podría permitir o impedir el flujo de electricidad en el cuerpo, ya que se encontró que los pulsos eléctricos hacen que la pata de una rana se contraiga después de la muerte.
Finalmente, Occidente creó un sistema de creencias basado en los "puntos gatillo" de Travell los cuales se consideraba que inhibían el dolor. Estaban en los mismos lugares que los puntos de acupuntura espiritualmente identificados de China, pero bajo una nomenclatura diferente. El primer tratado occidental elaborado sobre acupuntura fue publicado en 1683 por Willem ten Rhijne.

### Era moderna

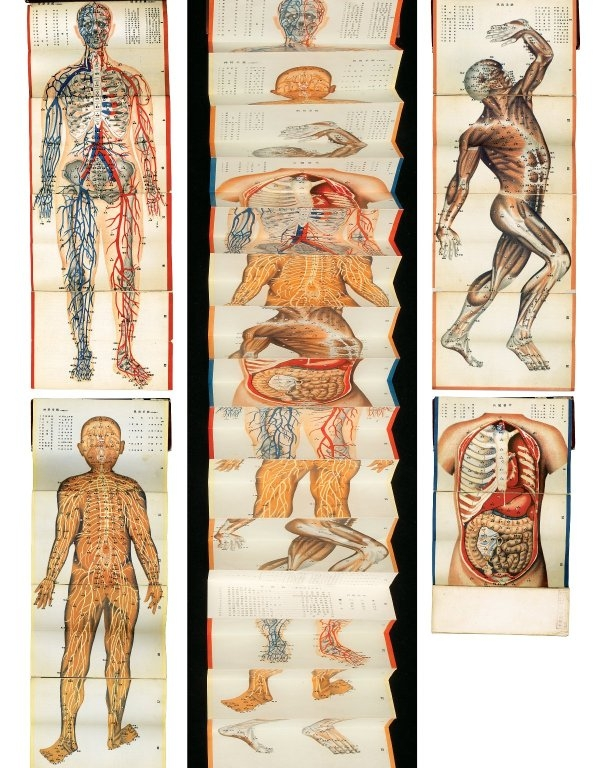
Esquemas anatómicos de la "nueva acupuntura".

En China, la popularidad de la acupuntura volvió en 1949 cuando Mao Zedong tomó el poder y buscó unir a China detrás de los valores culturales tradicionales. También fue durante este tiempo que muchas prácticas médicas orientales se consolidaron bajo el nombre de medicina tradicional china (MTC).
Políticos del Partido Comunista Chino declararon en un inicio que la acupuntura era supersticiosa y estaba en conflicto con el compromiso del partido con la ciencia. Sin embargo, el presidente del Partido Comunista, Mao Zedong, luego revirtió esta posición, argumentando que la práctica se basaba en principios científicos a pesar de haber declarado previamente que no creía en ella y que él no la utilizaba.
Nuevas prácticas fueron adoptadas en el siglo XX, como usar grupos de agujas, : 164 agujas electrificadas, o dejar agujas insertadas hasta por una semana. : 164 También se desarrolló un gran énfasis en el uso de la acupuntura en el oído. : 164  Organizaciones de investigación sobre acupuntura fueron fundadas en la década de 1950 y los servicios de acupuntura comenzaron a estar disponibles en los hospitales modernos. China, donde se creía que se había originado la acupuntura, comenzó a ser cada vez más influenciada por la medicina occidental. Mientras tanto, la acupuntura creció en popularidad en los Estados Unidos donde el Congreso de los Estados Unidos creó la Oficina de Medicina Alternativa en 1992 y los Institutos Nacionales de Salud (NIH) declararon su apoyo a la acupuntura para algunas afecciones en noviembre de 1997. En 1999, se creó el Centro Nacional de Medicina Complementaria y Alternativa dentro de los NIH. La acupuntura ha convertido en la medicina alternativa más popular en los Estados Unidos.
En 1971, un periodista del New York Times publicó un artículo sobre sus experiencias con la acupuntura en China, lo que condujo a una mayor investigación y apoyo para la acupuntura. El presidente de los Estados Unidos, Richard Nixon, visitó China en 1972. Durante una parte de la visita, a la delegación se le mostró un paciente sometido a una cirugía mayor mientras estaba completamente despierto, aparentemente recibiendo acupuntura en lugar de anestesia.  Más tarde se descubrió que los pacientes seleccionados para la cirugía tenían una alta tolerancia al dolor y recibían un fuerte adoctrinamiento antes de la operación; Estos casos de demostración también recibían con frecuencia morfina subrepticiamente a través de un goteo intravenoso que a los observadores se les dijo que contenían solo fluidos y nutrientes.
Después de que el Instituto Nacional de Salud expresó su apoyo a la acupuntura para un número limitado de afecciones, la adopción en los Estados Unidos creció aún más. En 1972 se estableció el primer centro legal de acupuntura en los Estados Unidos en Washington D. C. y en 1973 el Servicio de Impuestos Internos de los Estados Unidos permitió que la acupuntura se dedujera como un gasto médico.
En 2006, un documental de la BBC llamado "Alternative Medicine" filmó a un paciente sometido a cirugía a corazón abierto presuntamente bajo anestesia inducida por acupuntura. Más tarde se reveló que el paciente había recibido un cóctel de tres poderosos sedantes, así como abundantes inyecciones de un anestésico local en la herida.

### Registro como patrimonio cultural inmaterial de la humanidad
En noviembre de 2010 "la acupuntura y la moxibustión de la medicina tradicional china" fueron inscritas en la lista representativa del patrimonio cultural inmaterial de la humanidad de la Unesco.[cita requerida]
La nominación para el registro fue presentada por el gobierno de China en 2009. Previamente la República de Corea habría hecho un intento de nominación para la misma disciplina. Esta nominación, de haber sido exitosa, podría haber hecho creer a personas en diversas partes del mundo que la acupuntura es originaria de Corea del Sur, lo cual causaba preocupación en académicos de la acupuntura en China.

## Base conceptual

### Fundamento tradicional

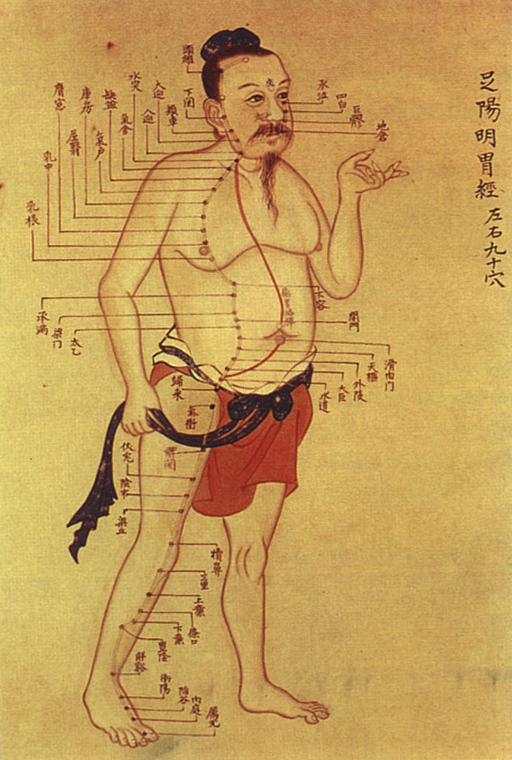
Antiguo esquema médico chino de los meridianos de acupuntura.

La acupuntura constituye una parte sustancial de la medicina tradicional china (MTC). Las primeras creencias de la acupuntura se basaban en conceptos que son comunes en la MTC, como una energía vital llamada qi. Ll qi fluiría desde los órganos primarios del cuerpo, (órganos zang-fu ) donde se origina, a los tejidos "superficiales" de la piel, músculos, tendones, huesos y articulaciones, a través de canales llamados meridianos. Los puntos de acupuntura donde se insertan las agujas se encuentran principalmente (pero no siempre) en lugares a lo largo de los meridianos. Los puntos de acupuntura que no se encuentran a lo largo de un meridiano se llaman puntos extraordinarios y los que no tienen un sitio designado se llaman puntos "A-shi".
En la MTC, la enfermedad generalmente es percibida como una falta de armonía o desequilibrio en energías como yin, yang, qi, xuĕ, zàng-fǔ, meridianos y la interacción entre el cuerpo y el medio ambiente. La terapia se basa en encontrar qué "patrón de desarmonía" puede identificarse. Por ejemplo, se cree que algunas enfermedades son causadas por la invasión de meridianos con un exceso de viento, frío y humedad. Para determinar qué patrón está implicado, los profesionales examinan factores como el color y la forma de la lengua, la fuerza relativa del pulso en distintos puntos, el olor de la respiración, la calidad de la respiración o el sonido de la voz. La MTC y su concepto de enfermedad no diferencian fuertemente entre la causa y el efecto de los síntomas.

### Mecanismos de acción propuestos de forma contemporánea

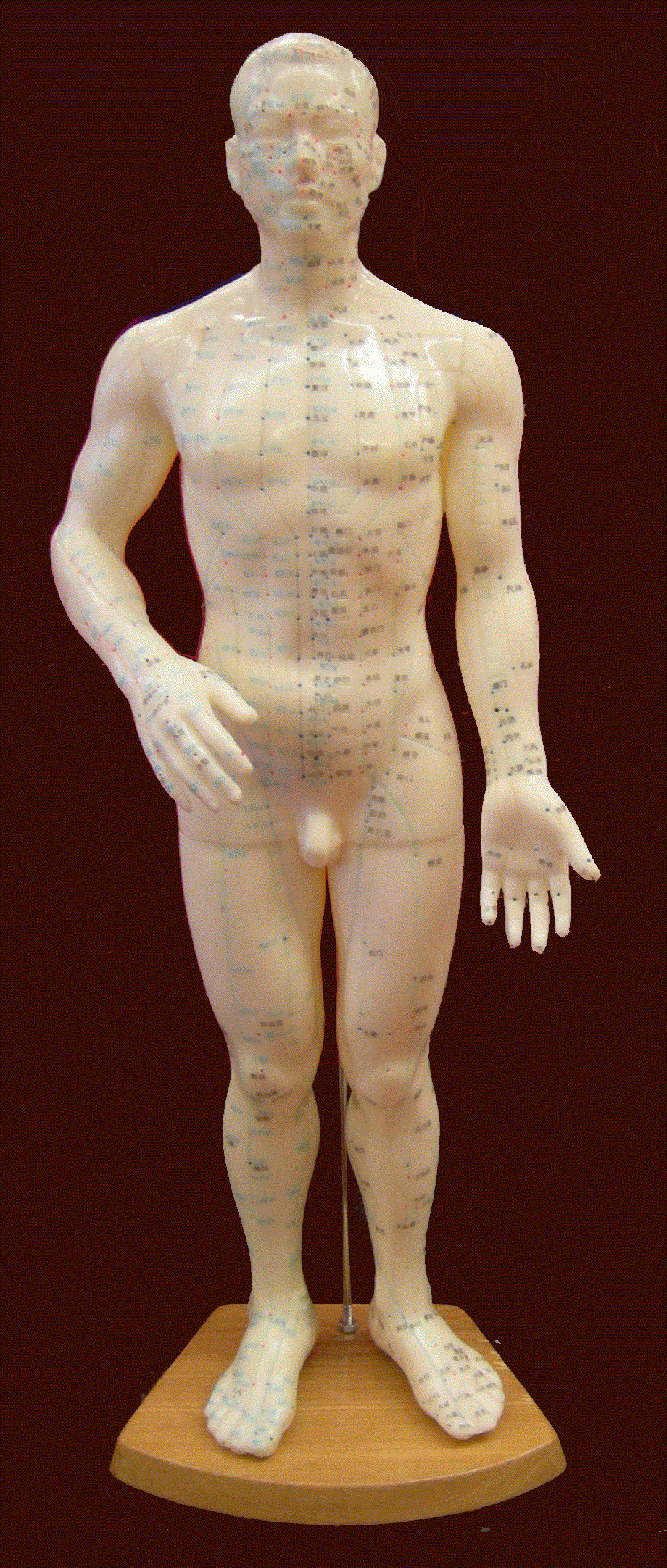
Modelo acupuntural moderno.

Las investigaciones científicas no han encontrado ninguna evidencia histológica o fisiológica que respalde la existencia del qi, meridianos, puntos acupunturales, o el o yin y yang. Una editorial de Nature describió la MTC como "cargada de pseudociencia", careciendo la mayoría de sus tratamientos de un mecanismo lógico de acción. Quackwatch afirma que "la teoría y la práctica de la medicina tradicional china no se basan en el conjunto de conocimientos relacionados con la salud, las enfermedades y la atención médica que ha sido ampliamente aceptados por la comunidad científica. Los practicantes de la MTC no están de acuerdo entre ellos sobre cómo diagnosticar a los pacientes y qué tratamientos deben ir con qué diagnósticos. Incluso si pudieran estar de acuerdo, las teorías de la MTC son tan nebulosas que ninguna cantidad de estudios científicos permitirá a la medicina tradicional china ofrecer una atención racional".
Algunos practicantes modernos apoyan el uso de la acupuntura para el tratamiento del dolor, pero han abandonado el uso de qi, meridianos, yin, yang y otras energías místicas como marcos explicativos. El uso de qi como marco explicativo ha ido disminuyendo en China, incluso a medida que se vuelve más prominente durante las discusiones sobre la acupuntura en los Estados Unidos. Las discusiones académicas sobre la acupuntura aún hacen referencia a conceptos pseudocientíficos como qi y meridianos a pesar de la falta de evidencia científica. Muchos dentro de la comunidad científica consideran que los intentos de racionalizar la acupuntura en la ciencia son charlatanería y pseudociencia. Los académicos Massimo Pigliucci y Maarten Boudry la describen como una "ciencia fronteriza" situada entre la ciencia y la pseudociencia.
Muchos acupunturistas atribuyen el alivio del dolor a la liberación de endorfinas cuando penetran las agujas, pero ya no respaldan la idea de que la acupuntura puede afectar una enfermedad. Es una creencia generalizada dentro de la comunidad de acupuntura que los puntos de acupuntura y las estructuras de meridianos son conductos especiales para señales eléctricas, pero ninguna investigación ha establecido una estructura o función anatómica consistente para los puntos de acupuntura o los meridianos. Las pruebas en humanos para determinar si la continuidad eléctrica era significativamente diferente en los meridianos que en otros lugares del cuerpo no han sido concluyentes.
Algunos estudios sugieren que la acupuntura provoca una serie de eventos dentro del sistema nervioso central, y que es posible inhibir los efectos analgésicos de la acupuntura con el antagonista opioide naloxona. La deformación mecánica de la piel por las agujas de acupuntura parece provocar la liberación de adenosina. El efecto anti-nociceptivo de la acupuntura puede estar mediado por el receptor de adenosina A1. Una revisión de 2014 en Nature Reviews Cancer descubrió que, dado que los estudios clave en ratones que sugirieron la acupuntura alivia el dolor a través de la liberación local de adenosina, que luego desencadenó los receptores A1 cercanos "causaron más daño tisular e inflamación en relación con el tamaño del animal en ratones que en humanos, tales estudios confunden innecesariamente el hallazgo de que la inflamación local puede provocar la liberación local de adenosina con efecto analgésico".
Se ha propuesto que los efectos de la acupuntura en trastornos gastrointestinales pueden estar relacionados con sus efectos en el sistema nervioso parasimpático y simpático, que se dice que son el equivalente en la "medicina occidental" de los conceptos de "yin y yang". Otro mecanismo por el cual la acupuntura podría ser efectiva para la disfunción gastrointestinal implica la promoción de peristaltismo gástrico en sujetos con baja motilidad gástrica inicial y la supresión del peristaltismo en sujetos con motilidad inicial activa.
Se ha encontrado también que la acupuntura podría tener efectos antiinflamatorios, que podrían estar mediados por la activación del nervio vago y la desactivación de los macrófagos inflamatorios. Los estudios neurológicos por técnicas de imagen sugieren que la estimulación con acupuntura resulta en la desactivación de las áreas límbicas del cerebro y de la red neuronal por defecto.

## Práctica clínica

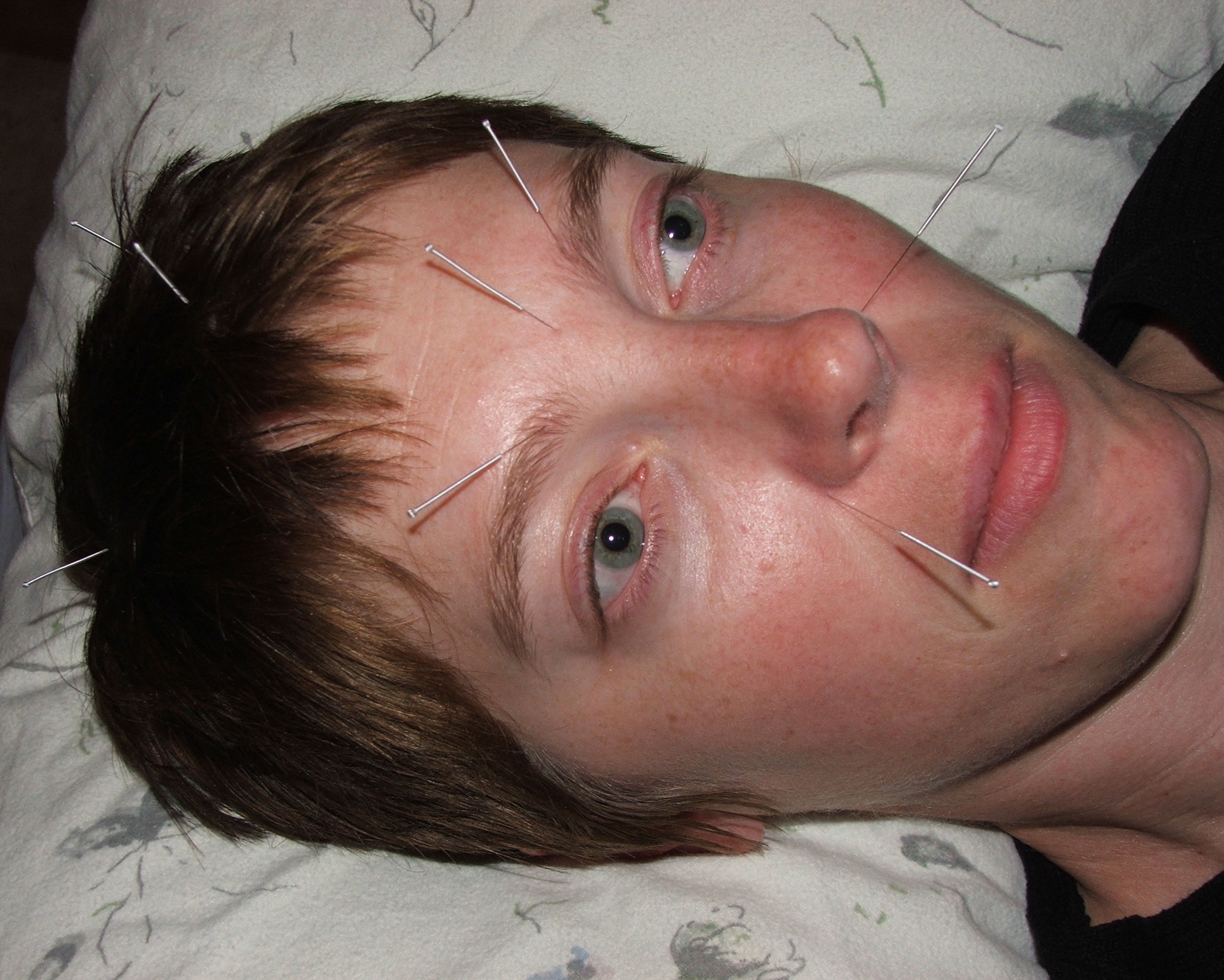
Acupuntura facial.

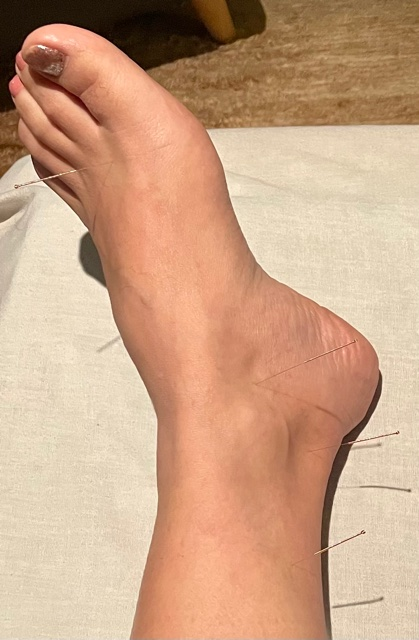
Acupuntura de pies

El uso más común de la acupuntura es el tratamiento del dolor, aunque también se usa para tratar una amplia gama de afecciones. En general es utilizada solo en combinación con otras formas de tratamiento. Por ejemplo, la Sociedad Americana de Anestesiólogos afirma que puede considerarse en el tratamiento del dolor lumbar no específico no inflamatorio solo en conjunto con terapia convencional.
El tratamiento con acupuntura consiste la inserción de delgadas agujas en la piel en puntos específicos. De acuerdo con la Fundación Mayo para la Educación e Investigación Médica (Mayo Clinic), una sesión típica implica quedarse quieto mientras aproximadamente de cinco a veinte agujas son instertadas. En la mayoría de los casos, las agujas se dejarán en su lugar de diez a veinte minutos. Se puede asociar con la aplicación de calor, presión o luz. De forma clásica, la terapia con acupuntura es individualizada y se basa en la filosofía y la intuición, y no en la investigación científica. También hay una terapia no invasiva desarrollada a principios del siglo XX en Japón utilizando un elaborado conjunto de "agujas" no penetrantes para el tratamiento de niños llamada shōnishin o shōnihari.
La forma en que se desarrolla la práctica clínica varía según el país. Por ejemplo, una comparación del número promedio de pacientes tratados por hora encontró diferencias significativas entre China (10 pacientes) y los Estados Unidos (1.2 pacientes). A menudo hierbas medicinales chinas son utilizadas en conjunto con las sesiones de acupuntura.
Existe una amplia gama de enfoques de acupuntura, que implican diferentes filosofías. Y aunque han surgido varias técnicas diferentes de práctica de acupuntura, el método utilizado en la medicina tradicional china (MTC) parece ser el más ampliamente adoptado en los Estados Unidos y Europa. La acupuntura tradicional implica la inserción de agujas, la moxibustión y la terapia de ventosas y puede ir acompañada de otros procedimientos, como sentir el pulso y otras partes del cuerpo y examinar la lengua.
La acupuntura tradicional implica la creencia de que una "fuerza vital" ( qi ) circula dentro del cuerpo en líneas llamadas meridianos. Los principales métodos practicados en el Reino Unido son la medicina tradicional china y la acupuntura médica occidental.
El término acupuntura médica occidental se utiliza para indicar una adaptación de la acupuntura surgida de la medicina tradicional china pero que se centra menos en ella y sus principios tradicionales. El enfoque de acupuntura médica occidental implica el uso de la acupuntura después de un diagnóstico médico. Existe una cantidad muy limitada de investigación que haya centrado en la comparación de los diversos sistemas de acupuntura contrastantes utilizados en diferentes países para determinar la posición y función de los diferentes puntos de acupuntura y, por lo tanto, no existe un estándar definido para determinar los puntos de acupuntura.
En la acupuntura tradicional, el acupunturista decide qué puntos tratar mediante la observación y el interrogatorio del paciente para hacer un diagnóstico de acuerdo con la tradición utilizada. En la MTC en particular, los cuatro métodos de diagnóstico son: inspección, auscultación y olfato, palpación e indagación.
- La inspección se enfoca en la cara y particularmente en la lengua, incluido el análisis del tamaño, forma, tensión, color y recubrimiento de la lengua, así como la ausencia o presencia de marcas de dientes alrededor del borde.
- La auscultación y el olfato implican escuchar sonidos particulares como sibilancias y percibir el olor corporal.
- La palpación se enfoca en sentir el cuerpo buscando puntos sensibles "A-shi" y sentir el pulso.
- La indagación implica centrarse en las "siete consultas": escalofríos y fiebre; transpiración; apetito, sed y sabor; defecación y micción; dolor; el dormir; y menstruación y leucorrea.

### Técnicas con agujas

#### Inserción

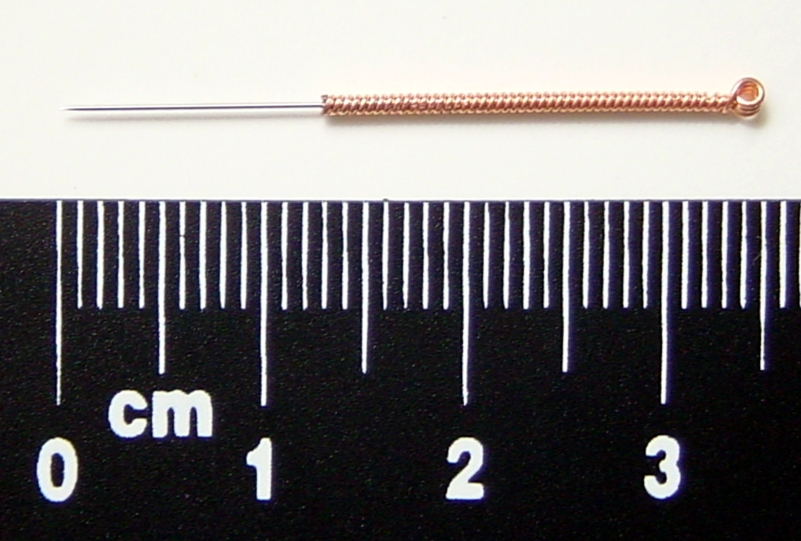
Un tipo de aguja de acupuntura

El mecanismo más común de estimulación de los puntos de acupuntura emplea la penetración de la piel con finas agujas de metal, que se manipulan manualmente o pueden tener estimulación adicional por medio de una corriente eléctrica (electroacupuntura).
La piel se esteriliza y las agujas son insertadas en ella, frecuentemente con la ayuda de un tubo guía de plástico. Las agujas pueden manipularse de varias maneras, incluyendo girarlas, golpearlas o moverlas hacia arriba y hacia abajo en relación con su profundidad en la piel. Como la mayor parte de la percepción del dolor se centra en las capas superficiales de la piel, se recomienda una inserción rápida de la aguja.
A menudo, las agujas se estimulan a mano para causar una sensación localizada de "dolor sordo" llamada "de-qi", así como el "agarre de la aguja", una sensación de tirón que siente el acupunturista y que se genera por una interacción mecánica entre la aguja y la piel.
La acupuntura puede ser dolorosa y el nivel de habilidad del acupunturista puede determinar qué tan dolorosa sea la inserción de la aguja. Un profesional suficientemente capacitado puede colocar las agujas sin causar ningún dolor.

#### Sensación de-qi
De-qi (en chino simplificado, 得气; pinyin, dé qì; "llegada de qi") se refiere a una supuesta sensación de entumecimiento, distensión u hormigueo eléctrico en el sitio de punción. Si estas sensaciones no son observadas, se culpa a la ubicación incorrecta del punto de acupuntura, a la profundidad inadecuada de la inserción de la aguja, o a la estimulación manual inadecuada. Si no se observa de-qi inmediatamente después de la inserción de la aguja, a menudo se aplican varias técnicas de manipulación manual para promoverlo (como "jalar", "sacudir" o "temblar").
Una vez que se observa de-qi, se pueden utilizar técnicas que intentan "influir" en el de-qi. Por ejemplo, se afirma que mediante ciertas manipulaciónes, el de-qi puede ser conducido desde el sitio de punción hacia sitios más distantes del cuerpo. Otras técnicas apuntan a "tonificar" (en chino simplificado, 补; pinyin, bǔ) o "sedar" (en chino simplificado, 泄; pinyin, xiè) el qi. Las técnicas anteriores se usan ante patrones de "deficiencia", mientras que la última se usa ante patrones de "exceso". El de-qi es más importante en la acupuntura china, mientras que los pacientes occidentales y japoneses pueden no considerarlo una parte necesaria del tratamiento.

#### Agujas

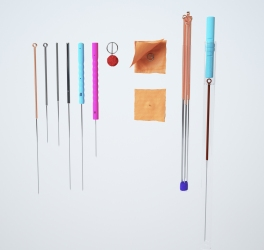
Diferentes agujas de acupuntura

Las agujas de acupuntura generalmente están hechas de acero inoxidable, lo que las hace flexibles y evita que se oxiden o rompan. Las agujas generalmente se descartan después de cada uso para evitar la contaminación. Cuando se usan agujas reutilizables estas deben esterilizarse entre aplicaciones.
Las agujas varían en longitud de 13 a 130 milímetros. Usándose las agujas más cortas cerca de la cara y los ojos, y las agujas más largas en áreas con tejidos más gruesos.
Los diámetros de las agujas varían de 0.16 mm a 0.46 mm siendo las agujas más gruesas utilizadas en pacientes más robustos. Las agujas más delgadas pueden ser flexibles y requieren tubos guía para su inserción. La punta de la aguja no debe hacerse demasiado afilada para evitar la rotura, aunque las agujas romas causan más dolor.
Además de las habituales agujas filiformes habituales, otros tipos de agujas incluyen agujas de tres filos y las Nueve Agujas Antiguas. Los acupunturistas japoneses también usan agujas extremadamente delgadas que se usan superficialmente, a veces sin penetrar en la piel, y rodeadas por un tubo guía (una invención del siglo XVII adoptada en China y Occidente). La acupuntura coreana usa agujas de cobre y tiene un mayor enfoque en la mano.

### Diferentes corrientes acupunturales

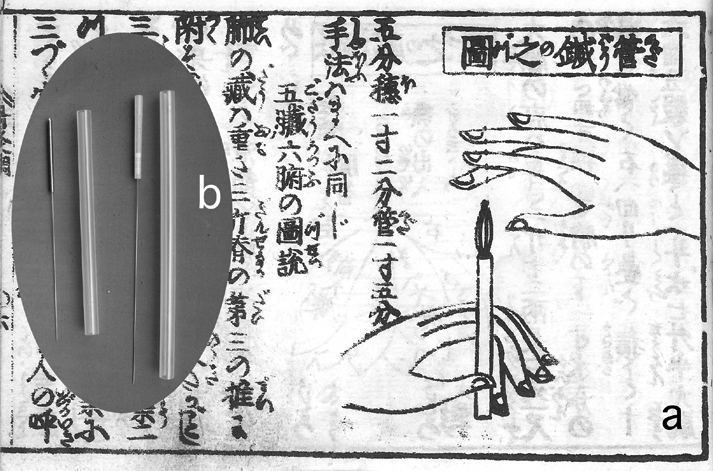
Agujas japonesas tradicionales y modernas con tubos guía

A través del tiempo y en diversos países se ha desarrollado un amplio espectro de teorías acupunturales basadas en diversas filosofías y las técnicas que tomaron mayor relevancia en cada país, lo que hace que su práctica varíe ampliamente según el país y corriente. Si bien el método usado en la MTC es probablemente el más usado en los Estados Unidos y Europa (así como en China), existen otras variantes como las siguientes:
- Acupuntura Japonesa: Desarrollada en Japón durante los 1500 años posteriores a la introducción de la acupuntura al país,[117] esta vertiente utiliza generalmente agujas más finas, está completamente integrada con la moxibustión, no considera el de-qi relevante[98] e incluye técnicas no penetrantes como  el shōnishin o shōnihari.[95][96]
- Acupuntura coreana de la mano: Desarrollada en Corea, centra el tratamiento en las manos e integra conceptos reflexológicos, como el modelo de "puntos gatillo" e información  de detección anatómica (como la distribución del dermatoma ) en la práctica de la acupuntura, y enfatiza un enfoque más formulaico para la ubicación de los puntos de acupuntura.[118]
- Acupuntura médica occidental: Implica el uso de la acupuntura después de un diagnóstico médico. Se centra menos en la MCT y sus principios tradicionales. Deja de lado los principios espirituales y conceptos como el qi.[119]
- Electroacupuntura: es una forma de acupuntura en la cual las agujas están unidas a un dispositivo que genera pulsos eléctricos continuos (se ha descrito como "estimulación nerviosa eléctrica esencialmente transdérmica (ENET) disfrazada de acupuntura").[59]
- Acupuntura con "aguja de fuego": Técnica en la que se insertan rápidamente agujas previamente calentadas sobre una flama mientras estas todavía están calientes.[120]
- Inyecciones en puntos de acupuntura: Consiste en la inyección de varias sustancias (como medicamentos, vitaminas o extractos de hierbas ) en los puntos de acupuntura.[121] Esta técnica combina la acupuntura tradicional con la inyección de lo que a menudo es una dosis efectiva de un medicamento farmacéutico aprobado, y los defensores afirman que puede ser más efectivo que cualquiera de los dos tratamientos administrados de forma independiente. Sin embargo, una revisión de 2016 encontró que la mayoría de los ensayos publicados sobre la técnica eran de poco valor debido a problemas de metodología y que se necesitarían ensayos más grandes para sacar conclusiones útiles.[122]
- Acupuntura auricular o auriculoterapia: Comúnmente conocida como acupuntura del oído, se centra en estimular puntos en el oído externo y comparte principios con la reflexología. Si bien se considera que sus orígenes datan de la antigua China. El enfoque moderno se desarrolló en Francia a principios de la década de 1950.[123]
- Acupuntura cosmética: Es el uso de la acupuntura en un intento por reducir las arrugas en la cara.[124]
- Acupuntura veterinaria: Es el uso de la acupuntura en animales domesticados.[125]

## Eficacia
La acupuntura ha sido ampliamente investigada. Hasta 2013, se podían encontrar casi 1500 estudios aleatorizados en PubMed con "acupuntura" en el título. Sin embargo, los resultados de las revisiones de la eficacia de la acupuntura no han sido concluyentes ya que las conclusiones de numerosos ensayos y revisiones sistemáticas de la acupuntura son inconsistentes, lo que sugiere que no es eficaz. Y en general, la evidencia sugiere que el tratamiento con acupuntura no produce beneficios a largo plazo.
Las investigaciones científicas no han encontrado ninguna evidencia histológica o fisiológica que respalde los conceptos tradicionales chinos de qi, meridianos y puntos acupunturales, y muchos practicantes modernos ya no apoyan la existencia del flujo de energía vital (qi) a través de los meridianos, el que era una parte importante de los sistemas de creencias tempranos en los que se basa la acupuntura. Un ensayo clínico aleatorizado y de doble ciego publicado en 2020 no ha podido demostrar que existiera diferencia alguna entre realizar acupuntura en estos puntos específicos y otros no relacionados con los meridianos.
Una revisión de la Colaboración Cochrane de 2009 encontró que la acupuntura no es efectiva para una amplia gama de afecciones y sugiere que podría ser eficaz solo para náuseas/vómitos inducidos por la quimioterapia o el postoperatorio así como náuseas y el dolor de cabeza idiopático. Sin embargo una revisión sistemática realizada por científicos médicos de las Universidades de Exeter y Plymouth  encontró que para reducir el dolor, la acupuntura real no es mejor que la acupuntura simulada y concluyó que hay poca evidencia de que la acupuntura sea un tratamiento efectivo para reducir el dolor.

### Tratamiento de dolor
Algunos resultados de la investigación sugieren que la acupuntura podría aliviar algunas formas de dolor, aunque la mayoría de las investigaciones sugieren que los efectos aparentes de la acupuntura no son causados por el tratamiento en sí sino por el efecto placebo. Por ejemplo, una revisión sistemática en 2009 concluyó que el efecto analgésico de la acupuntura parecía carecer de relevancia clínica y no podía distinguirse claramente del sesgo de confirmación. Así mismo, mientras que un metaanálisis de 2013 encontró que la acupuntura para el dolor lumbar crónico era rentable en la relación costo-beneficio como complemento de la atención estándar, otra revisión sistemática separada de 2011 encontró evidencia insuficiente de rentabilidad en la relación costo-beneficio de la acupuntura en el tratamiento del mismo dolor lumbar crónico.
Otro estudio de 2009 sobre pacientes ambulatorios con dolor refractario a tratamiento farmacológico convencional encontró la acupuntura "altamente efectiva en el tratamiento complementario del dolor crónico". Este estudio, sin embargo no fue realizado mediante aleatorización, no se usó un grupo de control ni se tuvo en cuenta otros tratamientos que los pacientes pudieran estar siguiendo.
Un metaanálisis de 2012 realizado por la "Acupuncture Trialists Collaboration" encontró una eficacia "relativamente modesta" de la acupuntura (en comparación con acupuntura simulada) para el tratamiento de cuatro tipos diferentes de dolor crónico (dolor de espalda y cuello, artrosis de rodilla, dolor de cabeza crónico y dolor de hombro) y sobre esa base concluyó que "es más que un placebo" y una opción de derivación razonable. Al comentar sobre este metanálisis, tanto Edzard Ernst como David Colquhoun dijeron que los resultados fueron de significación clínica insignificante. Edzard Ernst declaró más tarde "me temo que, una vez que logremos eliminar este sesgo [que los operadores no son ciegos en el estudio] ... podríamos encontrar que los efectos de la acupuntura son exclusivamente una respuesta placebo". En 2017, el mismo grupo de investigación actualizó su metanálisis anterior y nuevamente encontró que la acupuntura es superior a la acupuntura simulada para el dolor musculoesquelético no específico, la osteoartritis, el dolor de cabeza crónico y el dolor de hombro. También encontraron que los efectos de la acupuntura disminuyeron en aproximadamente un 15% después de un año.

### Condiciones específicas

#### Cefalea y migrañas
Dos diferentes revisiones Cochrane de 2016 encontraron que la acupuntura podría ser útil en la profilaxis de dolores de cabeza de tipo tensional y migrañas episódicas. La revisión Cochrane de 2016 que evaluó la acupuntura para la prevención de la migraña episódica concluyó que la acupuntura verdadera tenía un pequeño efecto más allá de la acupuntura simulada y encontró evidencia de calidad moderada para sugerir que la acupuntura es al menos similar a los medicamentos profilácticos para este propósito. Una revisión de 2012 encontró que la acupuntura ha demostrado beneficios para el tratamiento de los dolores de cabeza, pero que su seguridad debe documentarse más a fondo para poder hacer recomendaciones sólidas en apoyo de su uso.

#### Náuseas y vómito postoperatorio.
En 2014 un resumen general de revisiones sistemáticas encontró evidencia insuficiente para sugerir que la acupuntura sea un tratamiento efectivo para las náuseas y vómitos postoperatorios (NVPO) en un entorno clínico. Sin embargo otra revisión sistemática anterior, de 2013, había concluido que la acupuntura podría ser beneficiosa en la prevención y el tratamiento de NVPO. También una revisión Cochrane de 2015 encontró evidencia de calidad moderada de que no hay diferencia entre la estimulación del punto de acupuntura P6 en la muñeca y los medicamentos antieméticos para prevenir la NVPO. Un nuevo hallazgo de la revisión fue que los ensayos comparativos adicionales son inútiles si se basan en las conclusiones de un análisis secuencial del ensayo.

#### Náuseas y cansancio asociados al cáncer y su tratamiento
Una revisión sistemática de 2013 encontró que la acupuntura es un tratamiento complementario aceptable para las náuseas y los vómitos inducidos por la quimioterapia, pero que se necesita más investigación con menor riesgo de sesgo para ser concluyente.
Una revisión sistemática de 2014 alcanzó resultados no concluyentes con respecto a la efectividad de la acupuntura para tratar la fatiga relacionada con el cáncer.
Una revisión sistemática de 2013 encontró que la cantidad y la calidad de los ensayos controlados aleatorizados disponibles para el análisis eran demasiado bajos para sacar conclusiones válidas sobre la efectividad de la acupuntura para la fatiga relacionada con el cáncer.

#### Otras condiciones
La siguiente es una lista de condiciones para las cuales la Colaboración Cochrane u otras revisiones han concluido que no hay evidencia sólida de beneficio: 
- Accidente cerebrovascular[149]
- Accidente cerebrovascular agudo[150]
- Adicción a la cocaína[151]
- Adicción a los opioides[152][153]
- Afecciones ginecológicas  (excepto posiblemente fertilidad y náuseas/vómitos)[154]
- Alcoholismo[155]
- Alergias[156][157][158]
- Angina de pecho[159]
- Ansiedad preoperatoria[160]
- Arritmias cardíacas[161]
- Asma[162][163]
- Autismo[164][165]
- Codo de tenista[166]
- Cólico de lactantes[167]
- Comezón urémica,[168]
- Condiciones obstétricas[169]
- Dejar de fumar[170]
- Demencia vascular[171]
- Depresión[172][173]
- Desintoxicación de drogas[174][175]
- Disfagia después de un accidente cerebrovascular agudo[176]
- Disfunción de la articulación temporomandibular[177][178]
- Disfunción eréctil[179]
- Dismenorrea primaria[180]
- Dispepsia[181]
- Dolor de hombro[182]
- Dolor de parto[183][184]
- Dolor neuropático[185]
- Encefalopatía isquémica hipóxica en recién nacidos[186]
- Endometriosis[187]
- Enfermedad de Alzheimer[188]
- Enfermedad de Parkinson[189]
- Enfermedad pulmonar obstructiva crónica[190]
- Enuresis[191]
- Epilepsia[192]
- Esguince de tobillo[193][194]
- Esquizofrenia[195]
- Estenosis espinal lumbar[196]
- Estreñimiento[197]
- Fertilización in vitro[198][199]
- Fibromas uterinos[200]
- Gastroparesia[201]
- Glaucoma[202]
- Hemorragia cerebral[203]
- Hipertensión esencial[204]
- Hipoacusia neurosensorial[205]
- Incontinencia urinaria de esfuerzo[206]
- Inducción del parto[207][208]
- Insomnio[209][210][211]
- Latigazo cervical[212]
- Miopía[213]
- Neuropatía periférica diabética[214]
- Obesidad[215][216]
- Ojo seco[217]
- Orzuelo agudo[218]
- Paperas en niños[219]
- Parálisis facial periférica[220][221]
- Rehabilitación en accidente cerebrovascular[222]
- Síndrome de ovario poliquístico[223][224]
- Síndrome de piernas inquietas[225]
- Síndrome del intestino irritable[226]
- Síndrome del túnel carpiano[227]
- Síndrome premenstrual[228]
- Sofocos[229][230][231]
- Tinnitus[232][233]
- Trastorno por déficit de atención e hiperactividad[234][235]
- Trastorno por estrés postraumático[236]
- Trastornos depresivos mayores en  mujeres embarazadas[237]
- Trastornos musculoesqueléticos de las extremidades[238]
- Traumatismo craneoencefálico[239]
- Xerostomía[240]

### Sesgo de publicación
El sesgo de publicación es citado como una preocupación en las revisiones de ensayos controlados aleatorizados (ECA) de acupuntura. Una revisión de estudios publicados sobre acupuntura de 1998 encontró que los ensayos originados en China, Japón, Hong Kong y Taiwán eran uniformemente favorables a la acupuntura, al igual que diez de cada once estudios realizados en Rusia.
Una evaluación de 2011 de la calidad de los ECA sobre MTC, incluida la acupuntura, concluyó que la calidad metodológica de la mayoría de estos ensayos (incluida la asignación al azar, el control experimental y el cegamiento) en general era deficiente, particularmente para los ensayos publicados en diarios chinos (aunque la calidad de la acupuntura los ensayos fue mejor que la de los ensayos que probaron los remedios TCM). El estudio también encontró que los ensayos publicados en diarios no chinos tienden a ser de mayor calidad. Los autores chinos utilizan más estudios chinos, que han demostrado ser uniformemente positivos.
Una revisión de 2012 de 88 revisiones sistemáticas de acupuntura publicadas en diarios chinos encontró que menos de la mitad de estas revisiones informaron hacer pruebas de sesgo de publicación, y que la mayoría de estas revisiones se publicaron en revistas con factores de impacto de cero.
Un estudio de 2015 que comparó archivos sobre ensayos pre-registrados sobre acupuntura con sus resultados publicados encontró que era poco frecuente que dichos ensayos se registraran antes de que comenzara el ensayo. Este estudio también encontró que el informe selectivo de resultados y el cambio de las medidas de resultado para obtener resultados estadísticamente significativos (p-hacking) era común en esta literatura.

## Riesgos y efectos adversos
La acupuntura es generalmente segura cuando es administrada por un profesional experimentado y adecuadamente capacitado usando las técnicas de aguja limpia y agujas estériles de un solo uso. Cuando se ejerce correctamente, tiene una baja tasa de efectos adversos, los cuales son en su mayoría de menor importancia. Sin embargo pueden producirse accidentes e infecciones asociadas con infracciones de la técnica estéril o negligencia del acupuntor.
Las personas con enfermedades espinales graves, como cáncer o infecciones, no son buenas candidatas para el tratamiento con acupuntura. Las contraindicaciones para la acupuntura (afecciones que no deben tratarse con acupuntura) incluyen trastornos de coagulopatía (p. Ej., Hemofilia y enfermedades hepáticas avanzadas), pacientes con tratamientos que incluyan en uso de warfarina, trastornos psiquiátricos graves (p. Ej., Psicosis) e infecciones cutáneas o traumatismos cutáneos (p. Ej. Quemaduras). Además, se debe evitar la electroacupuntura en lugares cercanos a dispositivos eléctricos implantados (como los marcapasos).

### Infecciones y neumotórax
Una revisión realizada en 2013 indicó que los informes de transmisión de infecciones aumentaron significativamente en la década anterior. Los acontecimientos adversos notificados más frecuentemente fueron el neumotórax y las infecciones. Dado que se siguen reportando eventos adversos graves, se recomienda que los acupunturistas estén adecuadamente capacitados para reducir los riesgos.

### Riesgo de renunciar a la atención médica convencional
Al igual que con otras medicinas alternativas, los profesionales poco éticos o ingenuos pueden inducir a los pacientes a agotar los recursos financieros al intentar tratamientos ineficaces o a no utilizar tratamientos de la medicina convencional. Los códigos de ética profesional establecidos por organizaciones de acreditación como la Comisión Nacional de Certificación de Acupuntura y Medicina Oriental estadounidense requieren que los profesionales hagan «derivaciones oportunas a otros profesionales de la salud según sea apropiado». Stephen Barrett afirma que existe el «riesgo de que un acupunturista cuyo enfoque de diagnóstico no se base en conceptos científicos no llegue diagnosticar una afección peligrosa» poniendo así en riesgo al paciente.